# 劉梓潔
劉梓潔（1980年10月20日—），台灣電影導演、編劇、作家。彰化縣田尾鄉人。

## 生平
國立台中女中、台灣師範大學社教系新聞組畢業，清華大學台灣文學研究所碩士班肄業。曾任《誠品好讀》編輯、琉璃工房文案、中國時報開卷週報記者。

## 作品

### 文學作品

#### 散文
- 2010年 《父後七日》（寶瓶文化）
- 2012年 《此時此地》（寶瓶文化）
- 2017年 《愛寫》（皇冠）
- 2022年 《化城》（皇冠）

#### 小說
- 2003年 《失明》
- 2013年 《親愛的小孩》短篇小說集。（皇冠）
- 2014年 《遇見》短篇小說集。（皇冠）（2018年簡體版名為《雲是黑色的》）
- 2016年 《真的》長篇小說。（皇冠）
- 2018年 《外面的世界》長篇小說。（皇冠）
- 2019年 《自由遊戲》長／短篇小說。（皇冠）
- 2021年 《希望你也在這裡》長／短篇小說。（皇冠）

#### 有聲書
- 2021年 《親愛的小孩》有聲書。（i聽聽）
- 2021年 《自由遊戲》有聲書。（i聽聽）

### 影視作品
- 2010年 擔任電影《父後七日》編劇，並與王育麟共同執導。
- 2014年 偶像劇《徵婚啟事》編劇統籌。
- 2016年 《滾石愛情故事》編劇統籌。
- 2017年 電影《癡情男子漢》編劇。

## 得獎紀錄
- 2003年 小說《失明》獲聯合文學小說新人獎。
- 2006年 四千字散文〈父後七日〉獲《自由時報》林榮三文學獎散文首獎。
- 2010年 電影《父後七日》獲第十二屆台北電影獎最佳編劇。
- 2010年 電影《父後七日》獲第47屆金馬獎最佳改編劇本。
- 2016年 長篇小說《真的》獲香港亞洲週刊年度十大小說。

## 外部連結
- 劉梓潔部落格
- 電影父後七日官方部落格
- 劉梓潔在香港影庫上的簡介
- 劉梓潔在互联网电影资料库（IMDb）上的資料（英文）